# Athetis zelopha
Athetis zelopha là một loài bướm đêm trong họ Noctuidae.